# Lengua mixta
Se denomina lengua mixta o dialecto mixto a una variante lingüística que combina elementos léxicos, gramaticales y hasta socioculturales de dos o más lenguas.
Se distingue de los pidgins, las lenguas criollas y lenguas koiné en que a diferencia de estas, en las que hablantes de distintas lenguas (mutuamente inteligibles o no) adquieren una lengua común caracterizada por las aportaciones de sus dialectos, en el caso de las lenguas mixtas, ambos dialectos de origen son hablados fluidamente por la población autóctona, o lo eran en la época de consolidación de la lengua, dando lugar a un habla independiente.

## Ejemplos
Algunos ejemplos de lenguas mixtas son:
- Missingsch (Alemania), un dialecto del idioma alemán que se habla en el norte del país, siendo el resultado del empleo de múltiples elementos del bajo alemán en el alemán estándar, siendo ambas lenguas dominadas por la población autóctona.[4]
- Ma’a (Tanzania; también Mbugu), una lengua cuchita cuya mayor parte del vocabulario y la principales reglas gramaticales proceden del Bantú.[5]
- Media lengua (Ecuador; también conocida como chaupi-shimi, chaupi-kichwa y kichwañol) tiene el vocabulario de origen español y la gramática (morfosintática) de origen quichua.[6]
- Criollo de Gurindji (Australia), un dialecto que combina los léxicos y estructura de oración de los idiomas Gurindji y Kriol, este último en sí un criollo del inglés australiano.[7]
- Griego de Capadocia (Turquía), una lengua originalmente derivada del griego medieval del Imperio bizantino, muy influenciado por el turco hablado por las poblaciones autóctonas de origen griego.[8]
- Quiché-cachiquel (Guatemala), una variante del quiché caracterizada por una importante contribución lexicográfica del cachiquel.[9]
- Warlpiri ligero (Australia), una lengua con el warlpiri, el kriol y el inglés australiano como lenguas madre.[10]

## Características
Existen varios niveles de lenguas mixtas, consideradas las más «puras» aquellas en las que sus hablantes habituales no tienen nociones sobre qué partes de la lengua provienen de cuál de sus orígenes, o, en caso de sí saberlo (lo más habitual en la actualidad), no las consideran partes distintas o separables de su lengua. En caso de verse en situaciones donde hablan cualquiera de las lenguas que dan origen a la lengua mixta, consideran a ambas al mismo nivel. En este sentido, el llanito de Gibraltar podría considerarse una lengua mixta más «completa», mientras que el espanglish hablado en Estados Unidos, en todas sus variedades, como otros dialectos de código alternado, no sería una lengua mixta en el sentido estricto de la palabra.

### Otras acepciones del término
El término lengua mixta, sin embargo, ha sido objeto de controversias, siendo empleado por muchos lingüistas en el sentido más amplio de la palabra como un término general que abarca a todas las lenguas y dialectos mezclados. En este caso el término abarcaría las lenguas anteriormente mencionadas, recibiendo el apelativo de «lenguas entrelazadas» (intertwined languages en inglés), pero también las lenguas de código alternado, los criollos, los pidgins y demás combinaciones lingüísticas. La clasificación muchas veces suele ser compleja y abarca lenguas y dialectos que no caen en una categoría concreta en su totalidad.